# Jaime Rodolfo Huerta Boggiano
Jaime Rodolfo Huerta Boggiano (Lima, Provincia de Lima, Perú, 8 de agosto de 1987) es un futbolista peruano que juega como defensa central y su actual equipo es Deportivo Garcilaso que participa en la Copa Perú.

## Trayectoria
Se inició en la división de menores de Alianza Lima. En 2007 pasó a formar parte del Deportivo Coopsol de la Segunda División del Perú y luego llegó a Real Garcilaso, equipo con el que fue campeón de la Copa Perú 2011, jugando las dos finales contra Sporting Cristal. 
Su primer partido en Primera División fue el 11 de marzo del 2012, contra Inti Gas en Ayacucho (1-1). En 2015 descendió con Cienciano.
Firmó por todo el 2017 por el recién ascendido Sport Rosario, luego pasa a jugar por el Sport Huancayo, consiguiendo una clasificación a la Copa Sudamericana 2018. Luego pasó por Deportivo Binacional donde logró clasificar a la Copa Sudamericana 2019.

## Selección nacional
Ha sido internacional con la Selección de fútbol del Perú, con la que disputó el Campeonato Sudamericano Sub-20 de 2007 en Paraguay.
| Selección                  | Año  | Campeonato          | Sede     | Partidos | Goles |
| -------------------------- | ---- | ------------------- | -------- | -------- | ----- |
| Selección de fútbol sub-20 | 2007 | Sudamericano Sub-20 | Paraguay | 2        | 0     |

## Clubes
| Club                 | País | Año       | Partidos | Goles |
| -------------------- | ---- | --------- | -------- | ----- |
| Deportivo Coopsol    | Perú | 2007-2010 | 31       | 2     |
| Real Garcilaso       | Perú | 2011-2015 | 32       | 1     |
| Cienciano            | Perú | 2015      | 1        | 0     |
| Alianza Atlético     | Perú | 2016      | 15       | 0     |
| Sport Rosario        | Perú | 2017      | 7        | 1     |
| Sport Huancayo       | Perú | 2017      | 9        | 0     |
| Deportivo Binacional | Perú | 2018      | 7        | 0     |
| Deportivo Garcilaso  | Perú | 2019      |          |       |